# بيجند
بيجند هي قرية في مقاطعة سراب، إيران. عدد سكان هذه القرية هو 1,674 في سنة 2006.